# Oxyporus phellodendri
Oxyporus phellodendri är en svampart som beskrevs av Bondartsev & Lj.N. Vassiljeva 1963. Oxyporus phellodendri ingår i släktet Oxyporus, klassen Agaricomycetes, divisionen basidiesvampar och riket svampar.   Inga underarter finns listade i Catalogue of Life.